# Do konca in naprej (film)
Do konca in naprej je slovenski komično kriminalni film iz leta 1990. Za snemalca in režiserja kratkih filmov Pervanja je bil to celovečerni prvenec.
Film o razbojniku in ženskarju Tonetu Hacu v Dravski banovini konec 30. let dvajsetega stoletja je navdihnil Tone Hace. Leta 1990 je o Hacetu izšla tudi knjiga Marjana Remica. Po predstavitvi filma na festivalu v Puli in izidu knjige so se avgusta oglasili Hacetova bivša žena ter otroka, ki so preko svoje odvetnice zahtevali odškodnino glede avtorskih pravic. Tone Hace je za plačilo privolil le v objavo Remičevega feljtona v Nedeljskem dnevniku leta 1968. Viba film je zanikal, da film govori o Hacetu, na kar nakazuje že priimek glavnega junaka. Del zgodbe naj bi bil izmišljen. Na začetku filma je obvestilo, da so dogodki in osebe izmišljeni in da je kakršnakoli podobnost naključna.
Za film je Zoran Predin napisal pesem "Dolce far niente".

### Zgodba
Neustavljivi ropar Tone Hac v duhovniški preobleki ukrade denar na železniški postaji, na kateri izstopi Alenka Korošec, zaročenka sina trgovca in sestra časnikarja Aleša Korošca. Tone se pelje s kolesom skozi gozd in se preobleče. Alenki se pokvari avto, zato jo Tone odpelje na kolesu. Prostodušno ji pove, da je razbojnik in ona mu ne verjame. Hac veselo krade in spi z Ivano Lorger. Višji inšpektor Alojz Kranjc ga obsedeno išče s svojo enoto na kolesih in psom.    
Anton v preobleki obišče Koroščeve in spi z Alenko. Alenka in Aleš se lažeta Kranjcu, da ne vesta za Haca. Pomagača Rudolf Alpič in France, ki izdeluje portrete golih deklet, predlagata Hacu premik na Dolenjsko, ko na Notranjskem postane prenevarno. Hac pred ropom reši kmeta, da jima denar in pove svoje ime. V gostilni oblast razglasi za prave tatove in spozna Olgo. Aleš mu pove, da je njegovo jemanje bogatim in dajanje revnim politično zgrešeno in mu ponudi sodelovanje. Aleš, Tone in Alpič ukradejo sef in se sporečejo glede deleža, saj Alpič Aleša prezira in noče imeti ničesar z njim. Aleš ga ubije s strelom v glavo.    
Kranjc zaradi Alpičevega umora stopi do tožilca, ki ne verjame, da je to povezano s Hacom. Posmehuje se njegovemu dokazu o povezavi med ropom trgovine in spodnjim perilom, ker nosi enake spodnjice kot Alpič, in ga vrže iz pisarne. Aleš se zapija ob radijskih novicah in sestri noče povedati, kaj je bilo z Alpičem. Haca med osvajanjem natakarice presenetijo orožniki. Spopadejo se in enega ubije. Ko se vrže skozi okno, strel iz puške poškoduje njegovo roko. Kranjc napreduje in dobi podporo ministra. Med obširno racijo zajamejo Hacovega pajdaša Franceta. Na žandarmerijo k razočaranemu Kranjcu pride Ivana Lorger in pove, da je bil Hac vajenec njenega očeta, da jo je okradel in ji zagrozil s smrtjo ter da je šel s tovornim vlakom proti Reki. Izkaže se, da jih je prinesla naokoli. Skupaj preživita noč.    
Hac gre pod krinko v Benetke, kjer ga med kartanjem aretirajo, ker nima dokumentov. Italijanski podnarednik kljub trditvi, da je uslužbenec nemškega konzulata, sumi, kdo je in ga zaklene do odprtja nemškega konzulata ter odide. Hac pobegne v ukradeni uniformi. Zasleduje ga študent z avtom, ki ga je prej videl kartati. Korošec, ki se smili sam sebi, napiše poslovilno pismo in se ustreli. Študent ogovori Haca pri biljardu in mu da vedeti, da ve, kdo je. Ko ga Hac vpraša, kaj bi rad, mu odgovori: »Dolce far niente«. V trgovini z oblačili srečata Olgo in Hac jo vpraša po številki sefa. Študent ukrade denar in se pred ostarelo lastnico pretvarja, da plačuje s svojim. Nestrpni minister kara Kranjca in je sit njegovih izgovorov. Olga, študent in Hac se zabavajo po Benetkah. V kazinoju spoznajo grofico, ki jih povabi na svojo zabavo, tam pa študentu pove, naj po koncu zabave vsi trije pridejo skozi zadnja vrata.   
Hac po telefonu zafrkava Kranjca, nato pa oropajo grofico. Študenta ustreli karabinjer, zato kasneje zaradi poškodb umre. Olga in Hac ga zakopljeta na obali in mu postavita zasilni križ. Olga ga z avtom odpelje v domovino, kjer ji v slovo da denar in nakit in pove, da ga je izkušnja s študentom izučila in da se splača delati samo s prijatelji. Želi si poiskati stare sodelavce. Naredi napako, ko gre na dom Franceta. Nagica s fotografij Marija se mu zlaže, da bo France prišel ter se sleče, pozira fotografu in pleše, eden od prisotnih moških pa steče po orožnike. Na sodišču za uboj Alpiča in podnarednika Jožefa Medena dobi dve dosmrtni ječi, za poskus uboja žandarja 7 let, za napad na žandarja in upiranje aretaciji 15 let ter za kraje, vlome, potepuštvo in vse drugo 10 let, skupaj 196 let. Obsodbi prisostvujejo vse njegove ljubimke. Ko ga vodijo po hodniku, gre Kranjc za njimi in reče, da bo prej ali slej ušel. Hac se mu porogljivo nasmehne.   

## Produkcija
Pervanje je Počkajevo spoznal, ko je imela majhno vlogo v filmu Trinajstica, Tribušona pa je najel po priporočilih. Od scenarija do končanja filma je minilo okoli eno leto. Pervanje je scenarij plačal sam, da je pospešil proces. Dramaturg Gorazdo Perko je na Pervanjevo željo zbral gradivo o Hacetu, potem pa je Pervanje naložil pisanje scenarija Nebojši Pajkiću, profesorju na beograjski akademiji. Film je bil posnet v štirih mesecih. Je prvi film takratnega novega vodje Vibe Josipa Košute. Pervanje je imel občutek, da studia ni navdušil. Dejal je, da je naredil majhen simpatičen film za dobro voljo gledalcev.

## Predvajanje in obisk v kinu
Slavnostno premiero je film doživel 12. decembra 1990 v ljubljanskem kinu Komuna. Do 23. januarja 1991 je v Ljubljani nabral nekaj čez 7000 gledalcev.

## Kritike
Vesna Marinčič je napisala, da film žanrsko ustreza takratnemu evropsko-jadransko-alpskemu trendu in da mu manjka kvečjemu kakšen grozen načrten umor. Pohvalila je tekoč ritem, jedrnate in duhovite dialoge, vpadljive igralce in spodobno fotografijo.
Igor Kernel je zapisal, da se film vleče in da je inšpektor pretirano karikiran.

## Zasedba
| - Matjaž Tribušon: Tone Hac - Janez Hočevar - Rifle: Alojz Kranjc - Barbara Lapajne: Olga - Lučka Počkaj: Alenka Korošec - Gojmir Lešnjak: Aleš Korošec, Alenkin brat | - Vesna Jevnikar: Ivana Lorger - Miloš Battelino: Rudolf Alpič - Pavle Ravnohrib: France - Jonas Žnidaršič: študent - Boris Kerč: inšpektor | - Zlatko Šugman: šofer - Dare Valič: služabnik - Majda Potokar: kmetica - Lojze Rozman: kmet - Vladimir Jurc: tožilec | - Ivo Ban: minister - Boris Cavazza: podnarednik - Lidija Kozlovič: grofica von Hofenstahl - Danilo Benedičič: sodnik - člani kulturnih organizacij Kranj: statisti |

## Ekipa
| - izvršni producent: Josip Košuta - fotografija: Tomislav Pinter - skladatelj in izvajalec: Lado Jakša (posneto v studiu Cankarjevega doma) - montaža: Stanko Kostanjevec - scenografija: Janez Kovič | - kostumografija: Alenka Bartl - maska: Berta Meglič - tonski mojster: Jože Trtnik - orožar: Marjan Bernjak - Stojan Kržišnik, Tehnični muzej Bistra |

## Nagrade

### Dnevi slovenskega filma 1991
- priznanje Metod Badjura za fotografijo
- priznanje Metod Badjura za montažo
- Stopova nagrada za igralko leta: Lučka Počkaj